# IMS (entreprise)
Pour les articles homonymes, voir IMS.
International Metal Service est une entreprise de distribution et de transformation d'aciers spéciaux fondée en 1980 et cotée à la bourse de Paris depuis 1987 et ensuite membre de l'indice CAC Small 90. Vers l'an 2000, la filiale IMS France est fondée, elle disparaîtra en 2011 absorbée par Jacquet Métals.
Émanation de Creusot-Loire à l'origine, elle appartient à Usinor dès 1983, puis à d'autres actionnaires par la suite.